# جامع‌چی (گرگر)
جامع‌چی {{ترکی|Çamiçi) (به کردی: Mırtan) یک منطقهٔ مسکونی کردنشین در ترکیه است که در گرگر، آدیامان واقع شده‌است.